# Fatbike
Een fatbike is een fiets met heel brede banden, die door lage bodemdruk geschikt is voor gebruik op onverharde wegen en op een losse ondergrond zoals sneeuw, zand of modder. Hoewel fatbikes ook bestaan als mountainbikes zonder trapondersteuning, kregen ze in Nederland vooral bekendheid als e-bikes.
In vergelijking met 'normale' elektrische fietsen zijn fatbikes over het algemeen goedkoper en worden ze door hun uiterlijk vaak gezien als stoerder. De Nederlandse wetgeving hanteert het begrip fiets met trapondersteuning, zonder onderscheid tussen fatbikes en andere elektrische fietsen, en dus gelden dezelfde regels. 
Bieden elektrische fietsen motorondersteuning bij snelheden hoger dan 25 kilometer per uur of hebben ze een hoger vermogen dan 250 watt, dan gelden ze niet als fiets met trapondersteuning, en moeten ze voldoen aan Europese verordening 168/2013 en beschikken over een typegoedkeuring.
In Nederland gelden voor fietsen met trapondersteuning verder dezelfde regels als voor gewone fietsen (inclusief fatbikes zonder trapondersteuning), er geldt dus ook geen minimumleeftijd voor het rijden op zo'n fiets. In 2024 ontstond wel een discussie over het nut en de haalbaarheid van het instellen van een leeftijdsgrens, na een toename van het aantal ongelukken waarbij fatbikes betrokken waren.